# Leiderdorp

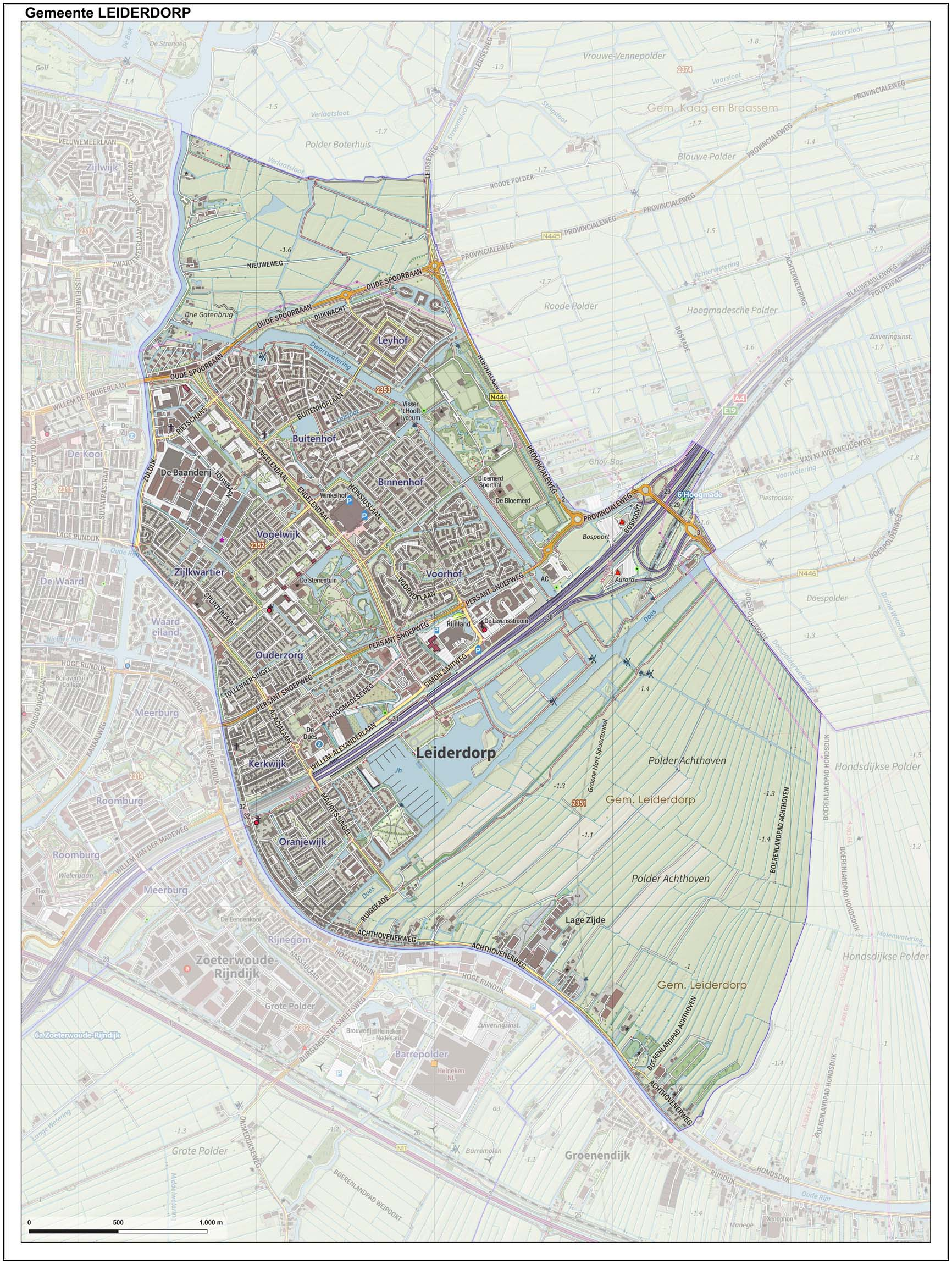
Topografische gemeentekaart van Leiderdorp

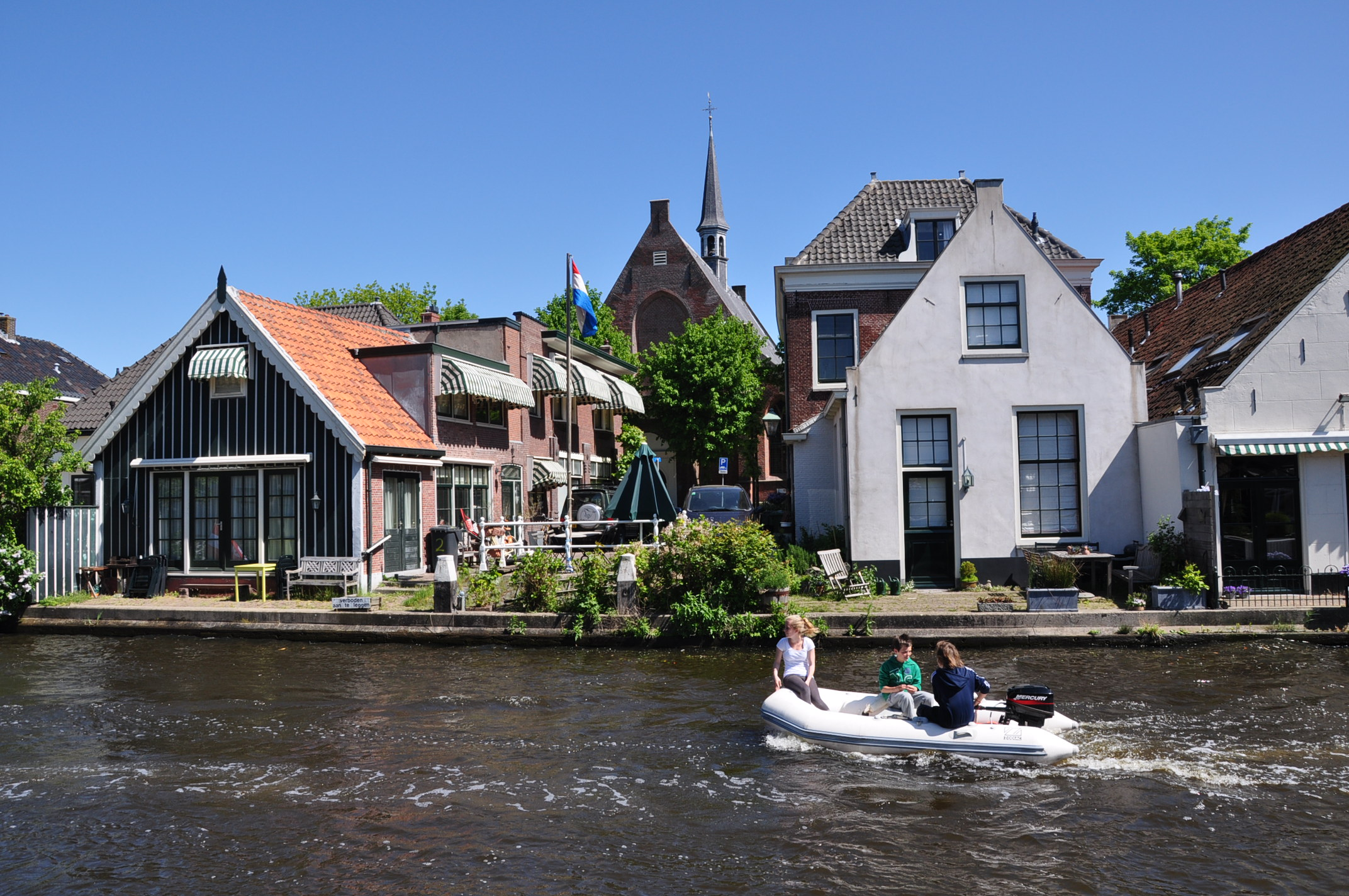
Dorpskern langs de Oude Rijn

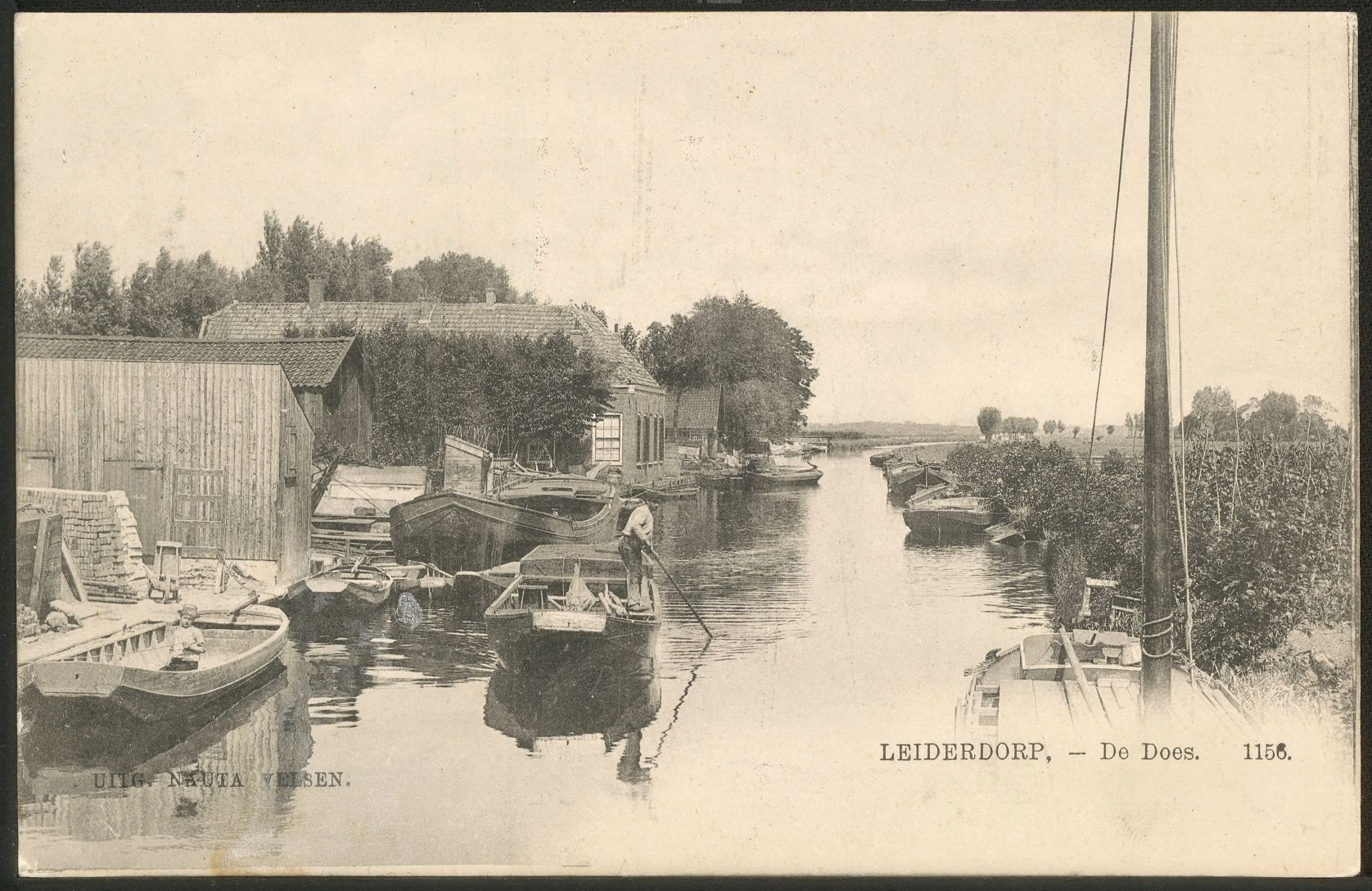
Tafereel bij de monding van de Does (ca. 1900)

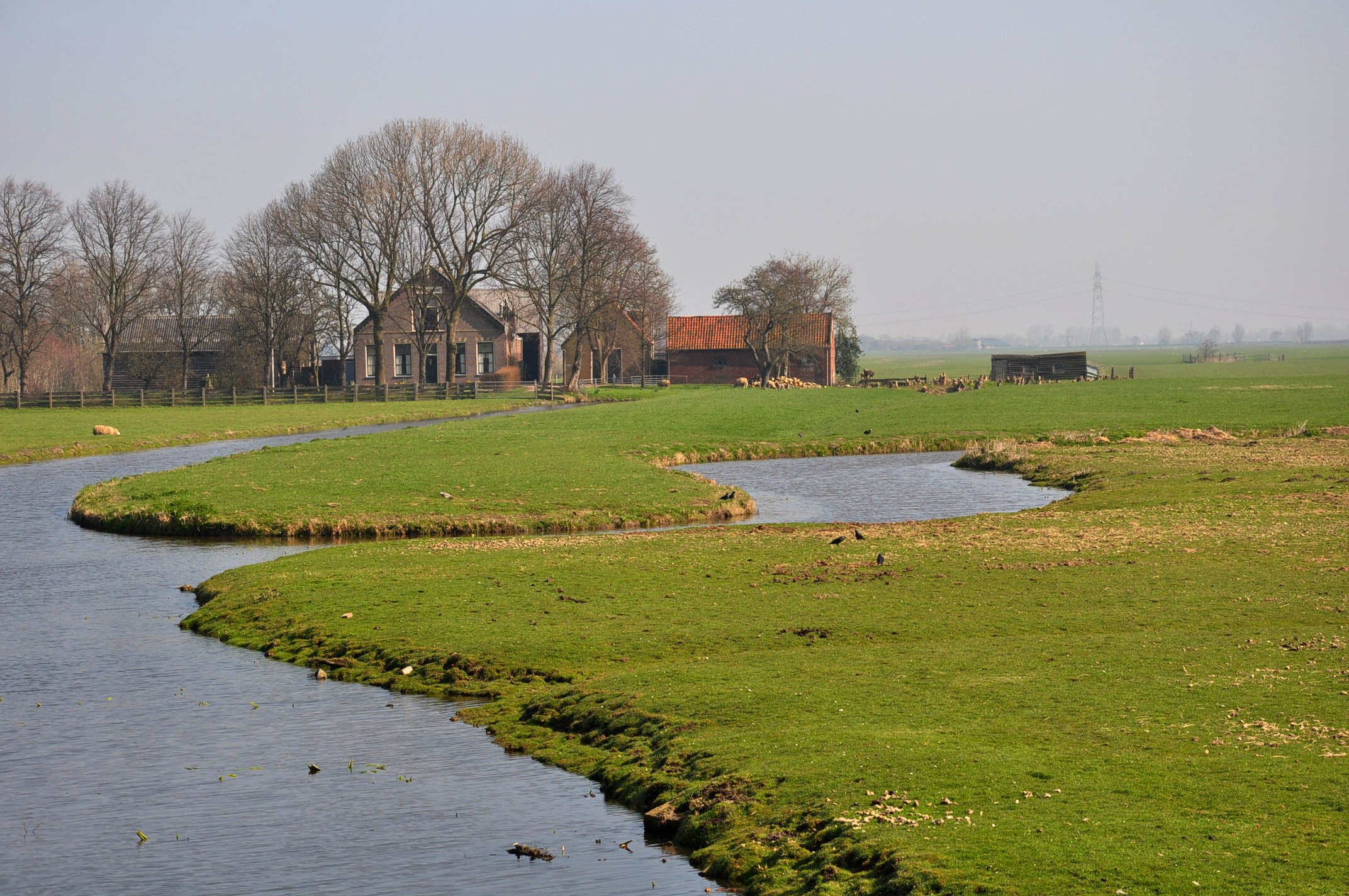
De Polder Achthoven (hier met Pothuishoeve) is het laatste landelijke deel van de gemeente.

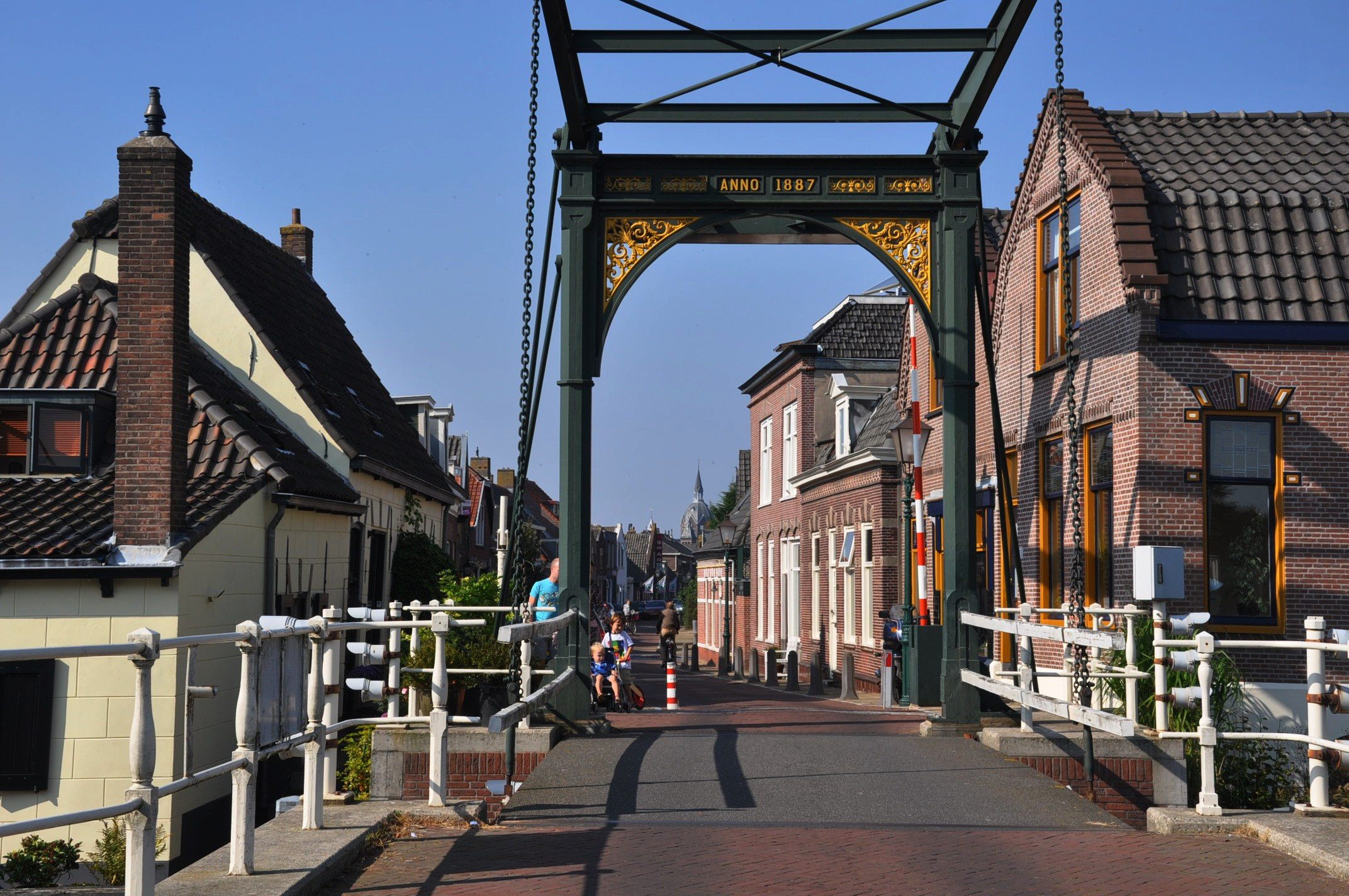
Hoofdstraat met de Doesbrug

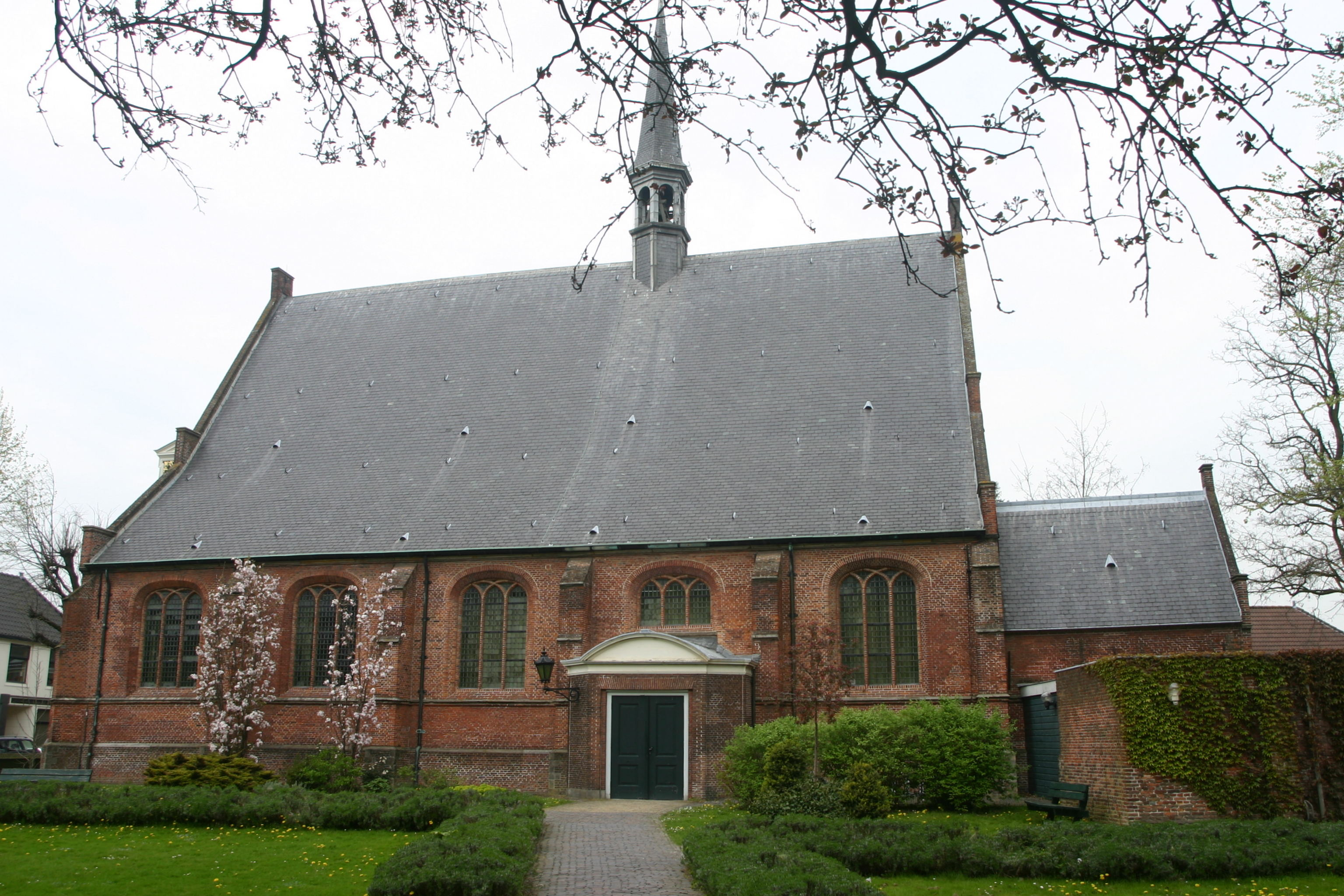
Nederlands Hervormde kerk (uit 1620)

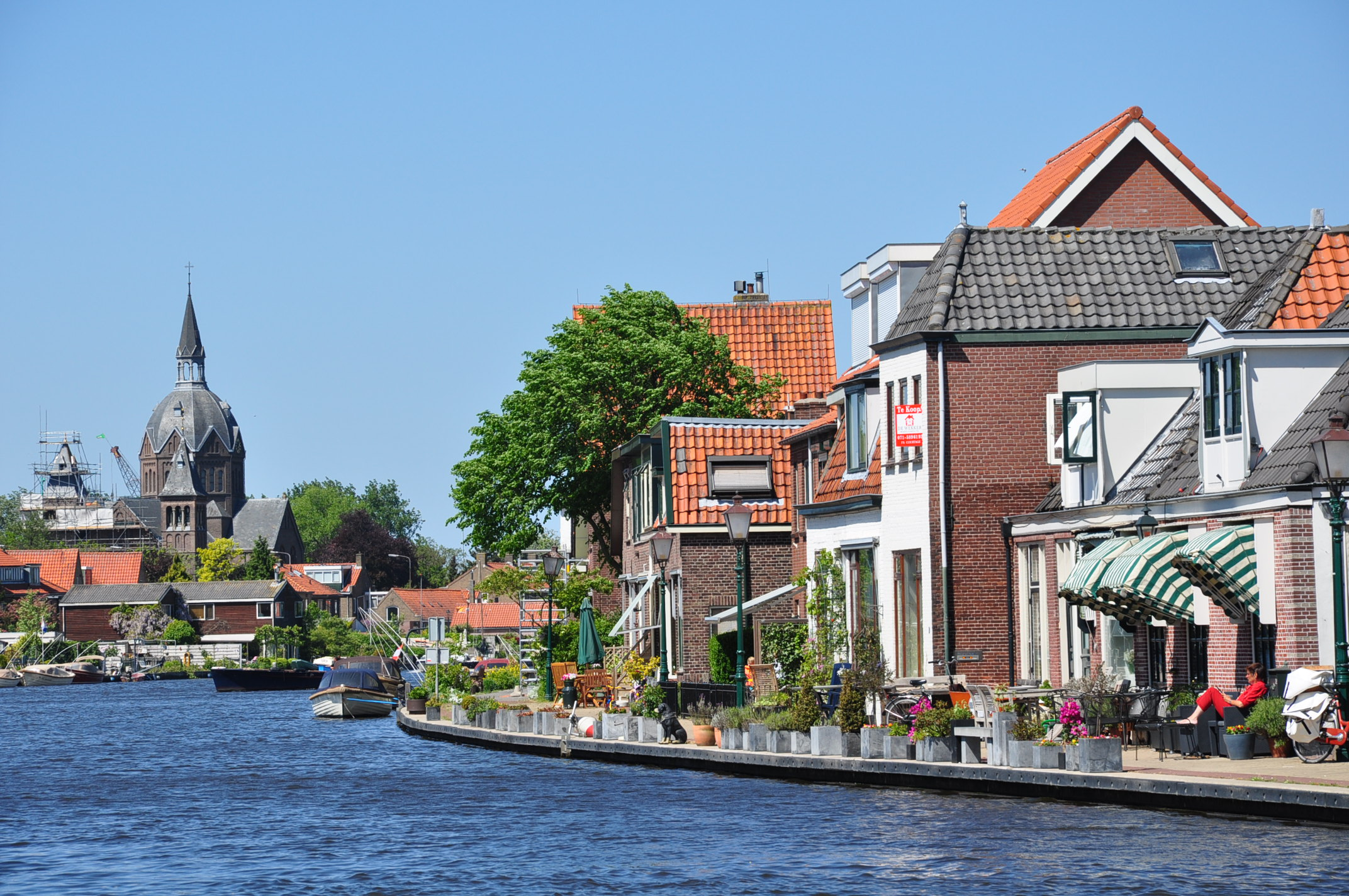
Langs de Oude Rijn. Leiderdorp is rechts; links (met de Goede Herder- of Meerburgkerk) ligt Zoeterwoude-Rijndijk

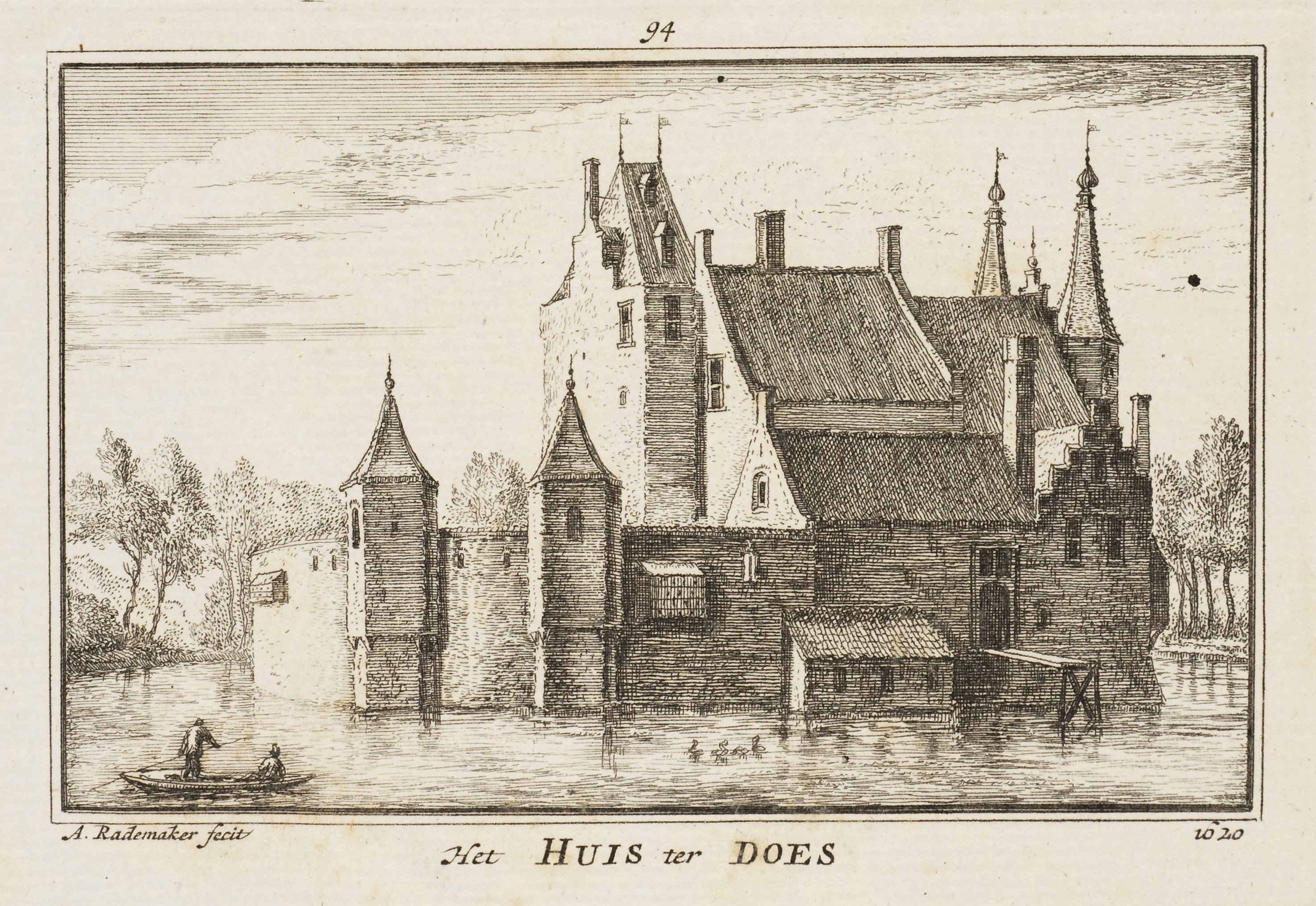
Het Huis ter Does werd gesloopt rond 1740. Alleen de contouren van de voormalige slotgracht en enkele oude tuinmuren zijn nog herkenbaar.

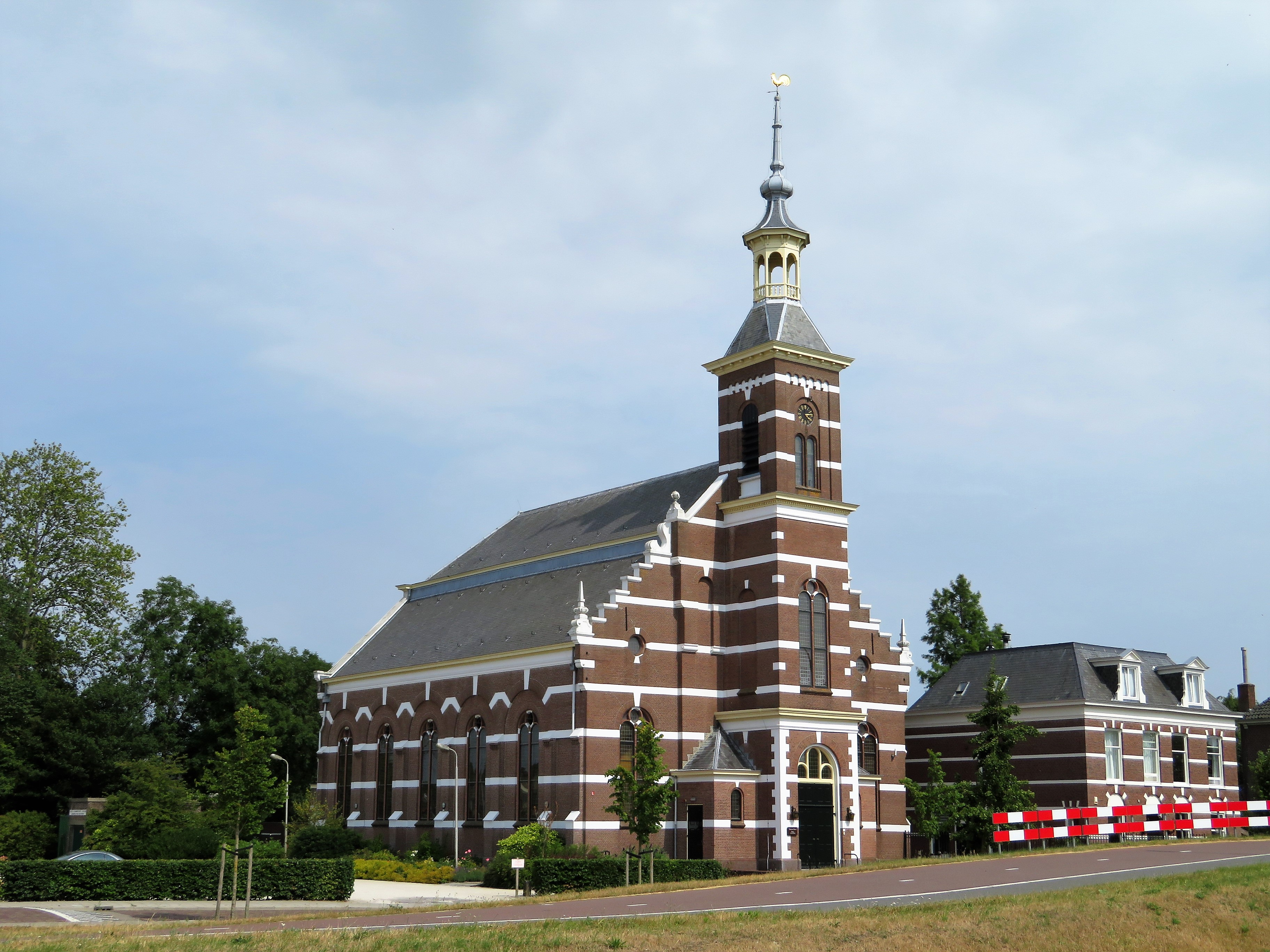
Hoofdstraatkerk

Leiderdorp (uitspraakⓘ) is een plaats en gemeente in de Nederlandse provincie Zuid-Holland. De gemeente telt 27.736 inwoners (22 november 2024, bron: CBS) en heeft een oppervlakte van 12,28 km² (waarvan 0,7 km² water). Binnen de gemeentegrenzen ligt nog de buurtschap Achthoven.
Leiderdorp is vastgegroeid aan Leiden, maar beide gemeenten worden gescheiden door de rivieren de Zijl en de Oude Rijn. Nabij Leiderdorp begint de tunnel onder het Groene Hart, die werd aangelegd voor de HSL-Zuid-spoorlijn. De tunnel komt bij Benthuizen weer boven de grond.
Leiderdorp onderhield tot 2013 een stedenband met het Slowaakse Šamorín.

## Geschiedenis
De geschiedenis van Leiderdorp begint in de Romeinse tijd. Uit opgravingen is gebleken dat er in het begin van de derde eeuw na Christus bij Roomburg een castellum stond, dat waarschijnlijk bewoond werd door de soldaten van het dertigste Romeinse legioen, dat toen in deze streken gelegerd was.

### Eerste bewoning
Het land rond Leiderdorp was in de eerste eeuwen van onze jaartelling drassig en de middelen van bestaan waren beperkt. De oevers waren nog niet afgegraven voor de steenbakkerij. Toen grote delen van West-Nederland door stijging van de zeespiegel onder water liepen, boden deze oevers waarschijnlijk een droge plaats om te wonen. Bodemvondsten bewijzen dat het gebied waar nu Leiderdorp ligt in de Karolingische tijd (vanaf de achtste eeuw) bewoond was. In 1952 werden de resten van eenvoudige dijken gevonden. Opgegraven paalgaten en weefgewichten tonen aan dat er hutten stonden en dat de bevolking zich met veeteelt en wellicht ook textielnijverheid bezighield.
Volgens schriftelijke bronnen waren er in de 10e eeuw boerderijen in het zogenaamde eerste, tweede en derde Leithon. Deze drie districten vormden samen Holtlant, dat het Waardeiland, het gebied tussen de Mare en de Zijl en dat ten noorden van de Oude Rijn omvatte. In Holtlant zouden de eerste graven van Holland hebben gewoond. De naam van de provincie Holland is van het oude Holtlant afgeleid.

### Middeleeuwen
Zowel Leiden als Leiderdorp ontlenen hun naam aan de Leithons. Het Leiderdorpse grondgebied strekte zich oorspronkelijk uit tot aan de burcht in het centrum van Leiden. Vanaf 1200 nam Leiden voor stadsuitbreiding regelmatig grondgebied over van omliggende ambachtsheerlijkheden. Ook Leiderdorp moest grond afstaan aan de groeiende stad.
In de loop van de middeleeuwen werden in Leiderdorp meerdere kastelen gebouwd, zoals het Huis ter Does, Berendrecht, Ter Mey, Stenevelt, Te Waarde en Huis ter Zijl/Zijlhof, die allemaal verdwenen zijn.
In 1420 werden ook de huizen Ter Does en Te Waarde veroverd tijdens de Hoeks en Kabeljauwse twisten en vervolgens afgebroken. Het Huis Stenevelt stond tegenover Huis ter Zijl, aan de andere kant van de Zijl (destijds grondgebied van Leiderdorp). Dit was waarschijnlijk geen middeleeuws kasteel, maar een stenen huis. De eerste vermelding hiervan dateert uit 1541. Ook deze hofstede werd in 1574 afgebroken.
Sinds het eind van de veertiende eeuw stond in Leiderdorp het Augustijnenklooster Engelendael, ongeveer op de plek waar verpleegtehuis Leythenrode staat. Het klooster werd in 1394 gesticht door Pieter van den Poel (Pol). De naam komt voor het eerst voor in een document uit 1401. Het bezat veel land en speelde een belangrijke rol in Leiderdorp.
Het godsdienstige leven in Leiderdorp speelde zich verder ook af in de kerk die stond op de plaats waar nu de Dorpskerk is. Het bij het beleg van Leiden verwoeste oude kerkgebouw was gewijd aan St. Mauritius en St. Pancratius. De oude fundering dateert vermoedelijk uit het begin van de vijftiende eeuw. Dat kerkgebouw had vermoedelijk een vergelijkbare plattegrond als het huidige gebouw. Alleen was er ook nog een koor, wat niet herbouwd is.
Om het Oude Dorp te beschermen werd een Ommedijk aangelegd, haaks op de Oude Rijn. Deze dijk begon ongeveer waar nu de Hoogmadeseweg aansluit op de Hoofdstraat.

### Zestiende en zeventiende eeuw
Tijdens het eerste Spaanse beleg van Leiden, dat eindigde in maart 1574, vestigde de Spaanse legeraanvoerder Valdez zijn hoofdkwartier in de oude kerk van Leiderdorp. Hij liet verdedigingswerken rond de dorpskern aanleggen, waarvan echter niets meer terug te vinden is. Toen de Prins van Oranje de dijken liet doorsteken trokken de Spanjaarden zich definitief terug.
Het klooster Engelendael werd na de opstand tegen de Spanjaarden aan jonkheer Arend van Dorp gegeven, als vergoeding voor een lening aan de berooide Prins van Oranje. Van Dorp liet het klooster rond 1577 slopen en de fundamenten uitgraven, waardoor er geen resten van zijn overgebleven. De opbrengst van het kloosterland werd door de Staten van Holland gebruikt om protestantse kerkdienaren te betalen. De pas opgerichte Universiteit Leiden, waar de predikanten werden opgeleid, kreeg eveneens geld ter beschikking.
In de tijd van het Spaanse beleg was de oorlogsinvalide graaf Philip de Ligne ambachtsheer van Leiderdorp. Een Leidse delegatie reisde naar Henegouwen en kreeg hem zover, zijn Leidse onroerend goed te verkopen. Vervolgens benaderde de stad in april 1583 stadhouder Willem van Oranje om het leen Leiderdorp te ontvangen, maar deze stuurde het verzoek door naar de Staten van Holland. Het werd een slepende zaak en er waren grote geschenken nodig om Pieter van der Does te bewegen zijn schoutambt op te geven, en (via zijn vrouw) aan Johan van Oldenbarnevelt, om de zaak vlot te trekken in de Staten.
In augustus 1597 kreeg de stad Leiden de ambachtsheerlijke rechten van Leiderdorp in handen, en op 24 september 1590 legden de Leiderdorpse ambtenaren een nieuwe eed af ten overstaan van twee Leidse burgemeesters. Tot aan de Franse tijd werden schout en schepenen, ambachtsbewaarders, secretaris en bode door Leiden benoemd.

### Na 1795
Na het uitroepen van de Bataafse Republiek in januari 1795 veranderde al snel de bestuurlijke organisatie. In heel Nederland werden municipaliteiten opgericht, de voorlopers van de moderne gemeenten. Ook Leiderdorp werd in die periode een zelfstandige gemeente. Op sociaaleconomisch terrein veranderde er niet veel; Leiderdorp bleef een sterk agrarische gemeente, met lintbebouwing langs de Rijn. Veel rijke Leidenaars lieten in deze tijd een buitenplaats langs de Rijn bouwen.
In de negentiende eeuw had Leiderdorp iets meer dan duizend inwoners. Het dorp kende enige nijverheid van betekenis: er waren drie grote steenbakkerijen en vele pottenbakkers. Aan de Zijl exploiteerde de firma Boot-Leiderdorp de scheepswerf De Hoop. Hier werd onder andere de Alhambra Flottante gebouwd, een schip dat in de begintijd van de stomme film door Nederland voer om het publiek te verbazen met bewegende plaatjes.
Tot ver in de negentiende eeuw was het grondgebied van Leiderdorp veel groter dan tegenwoordig. Het strekte zich aan de overzijde van de Zijl uit tot de Leidse singels, de Haarlemmertrekvaart en de Stingsloot (ook wel: Stinksloot/Slaaghsloot).
In 1886 scheidden de gereformeerden zich af van de hervormden, wat in Leiderdorp in juli 1886 voor grote beroering zorgde. Acht weken lang waren er militairen gelegerd om een burgeroorlog te voorkomen. Dit kerkelijk conflict leidde zelfs tot mondelinge vragen in de Tweede Kamer en tot diverse rechtszaken, onder andere over de vraag of de burgemeester wel bevoegd was een besluit van de Hervormde Synode uit te voeren. De gereformeerden gingen na de afscheiding aanvankelijk ter kerke in een school; in 1891 betrokken zij de kerk naast de huidige A4. In 1988 is dit kerkgebouw in gebruik genomen door de Gereformeerde Gemeente.

### Sterke uitbreiding Leiderdorp twintigste eeuw
Al voor de Tweede Wereldoorlog vond in Leiderdorp planmatig volkswoningbouw plaats. Zo werd in 1914-1915 het zogenaamde ‘oude dorp’ gebouwd, waaronder het Van Leeuwenpark, dat werd ontworpen door de architecten Dudok en Oud. In 1933 kwam ook een uitbreidingsplan voor woningen voor in totaal ongeveer 3000 personen. Dit plan beoogde drie uitbreidingen te creëren die los van elkaar staan: bij de Leiderdorpsebrug, bij de Doesbrug en bij de Spanjaardsbrug. De plannen voor een wijk bij de Spanjaardsbrug werden mogelijk door het sluiten en afbreken van de uit 1837 daterende steenfabriek Zijloord met de bijbehorende steenovens, waarnaar ook de huidige Zijloordkade vernoemd is. Halverwege de jaren dertig kregen de plannen concreet vorm. Er werd een begin gemaakt met de bouw van huizen in het huidige Zijlkwartier. In eerste instantie heette dit een 'te bouwen Tuindorp Zijlweg'.
De bevolking van Leiderdorp groeide van 2.390 inwoners in 1930 naar 3495 in 1940 en 4.716 inwoners in 1950. In twintig jaar tijd verdubbelde dus het aantal inwoners. Na de oorlog ging het dorp echt groeien. De industrie ontwikkelde zich goed, zo was er een touwfabriek waar onder andere vloerbedekking werd geproduceerd.
In onderstaande tabel is de ontwikkeling van het aantal inwoners weergegeven:
| Jaar | Aantal inwoners Leiderdorp |
| ---- | -------------------------- |
| 1920 | 2.083                      |
| 1930 | 2.390                      |
| 1935 | 2.904                      |
| 1940 | 3.495                      |
| 1945 | 4.406                      |
| 1950 | 4.716                      |
| 1960 | ?                          |
| 1970 | 13.035                     |
| 1980 | 20.831                     |
| 1990 | 22.577                     |
| 2000 | 25.297                     |
| 2010 | 26.426                     |
| 2020 | 27.056                     |

In 1938 werd serieus onderzoek gedaan naar de vestiging van een centraal vliegveld bij Leiderdorp. Dit plan, ingevlogen door de directeur van de K.L.M. Albert Plesman, bleek op grote weerstand te stuiten bij de gemeenten Amsterdam en Rotterdam. In juli was er een grote demonstratie op Schiphol voor het behoud van het vliegveld op die plaats. Alles afwegend vond de regering na onderzoek dat er vanwege de bodemgesteldheid grote extra kosten zouden zijn vergeleken met het aanwijzen van Schiphol als nationale luchthaven. Na een debat op 20 december 1938 in de Tweede Kamer bleek het doek te vallen voor het vliegveld bij Leiderdorp. Rotterdam en Amsterdam zouden hun eigen luchthavens krijgen.
Tussen 1939 en 1958 werd de rijksweg A4 aangelegd. De Leiderdorpsebrug kwam gereed in 1964. De opening van het weggedeelte door Leiderdorp was in 1958. De snelweg sneed Leiderdorp lange tijd in twee delen. Het gebied tussen de A4 en het Doeskwartier en Patrimoniumpark lag nog braak. Met de bouw van de Oranjewijk werden Doeskwartier en Patrimoniumpark met het Oude Dorp verbonden.
De verbinding tussen het Oude Dorp en een andere oude vestigingsplaats, het Zijlkwartier, werd in de jaren 1960 gerealiseerd met de wijk Ouderzorg. De gemeente groeide in deze tijd sterk.
Tegen het einde van de jaren 1990 werd de wijk Leyhof aangelegd aan de noordoostzijde van Leiderdorp in het zuidelijk deel van de Boterhuispolder.
Leiderdorp is bezig met een centrumplan. Hierbij wordt het gebied tussen het winkelcentrum 'Winkelhof', het park 'de Houtkamp' en winkelcentrum 'Santhorst' op de schop genomen. Winkelhof wordt uitgebreid en o.a. de openbare bibliotheek en wat kleinere instellingen zijn verhuisd naar het nieuwe sociaal-culturele centrum 'Sterretuin'. In een ander deel van het dorp is een nieuw gemeentehuis gebouwd aan de rand van de rijksweg A4.
Een andere grote ontwikkeling is de verbreding van de A4 die tevens verdiept is komen te liggen. In 2012 werd het Limesaquaduct in gebruik genomen onder de Oude Rijn. Aansluitend worden in de gemeente meerdere grote ruimtelijke projecten gerealiseerd onder de noemer W4.
In Leiderdorp bevindt zich een van de drie vestigingen van het Alrijne Ziekenhuis.

## Gemeentewapen
Het gemeentewapen van Leiderdorp dateert uit de tijd van het Spaanse beleg. Op 6 december 1597 ontving de schout van Leiderdorp, Gerrit Janszoon van Harmelen, voor bijna 28 gulden een door zilversmid en graveur Bartholomeus Dolendo vervaardigd stempel om daarmee alle stukken van het ambacht en dorp te zegelen. Het zegel toonde het wapen van Leiden inclusief de leeuw die het wapenschild vasthoudt. Het randschrift vermeldde: S(EGEL) DER STADT LEYDEN TOT DE AMBACHTSHEERLICKHEIT VAN LEIDERDORP
Pas na de Franse Revolutie ging men dit symbool als wapen voeren. Om zich van Leiden te onderscheiden voegde Leiderdorp de blauwe balk toe, die vermoedelijk de Oude Rijn uitbeeldt.
De Hoge Raad van Adel bevestigde het wapen van Leiderdorp op 26 juli 1816.

## Religie
Leiderdorp kent een aantal kerken:
- De monumentale Dorpskerk (Protestantse Gemeente Leiderdorp) in het oude deel van het dorp. Deze kerk is in 1620 gebouwd op de funderingen van een oudere kerk en daarmee het oudste kerkgebouw van de gemeente.
- De Hoofdstraatkerk. Dit gebouw werd in 1891 in gebruik genomen door de 'dolerenden' die in 1886 onder ds. Vlug uit de Hervormde Kerk zijn gegaan (zie boven). In 1988 is dit gebouw verkocht aan en in gebruik genomen door de plaatselijke Gereformeerde Gemeente (die tot 1988 samenkwam in een kerkgebouw aan de Nieuwe Rijn in Leiden).
- Het kerkgebouw van de apostolische Levensstroom Gemeente is tot ten minste februari 2026 in gebruik als asielzoekerscentrum. Het is de bedoeling dat het gebouw daarna wordt gesloopt en er appartementen op deze locatie worden gebouwd[15]
- De voormalige Menswordingkerk voor de Rooms-Katholieke gemeenschap; dit kerkgebouw werd in 2016 aan de eredienst onttrokken[16] en is in de zomer van 2021 gesloopt. Deze gemeenschap komt nu samen in De GoedeHerderkerk in Zoeterwoude-Rijndijk.
- De Scheppingskerk (Protestantse Gemeente Leiderdorp).
- De Baptistengemeente Leiderdorp.[17]
- De Nieuw-Apostolische Kerk Leiderdorp.[18][19]

## Cultuur

### Monumenten
In Leiderdorp bevinden zich 32 rijksmonumenten, waaronder een aantal molens. Ook is er een oorlogsmonument en er zijn Stolpersteine.

### Kunst in de openbare ruimte
In Leiderdorp zijn diverse beelden, sculpturen en objecten geplaatst in de openbare ruimte, zie:
- Lijst van beelden in Leiderdorp

### Muziek
In Leiderdorp is Show and Marchingband Tamarco gevestigd

## Sport
- Sportpark De Bloemerd, aan de rand van Leiderdorp, waar in een parklandschap accommodaties voor hockey, voetbal, korfbal en paardensport gelegen zijn. In De Bloemerd ligt ook een volkstuincomplex, een kinderopvang en een natuurspeeltuin.
- Sporthal van Sportfondsen waarin veel binnensportverenigingen sporten, alsmede een schietvereniging en een duivensportvereniging.

## Politiek

### Gemeenteraad

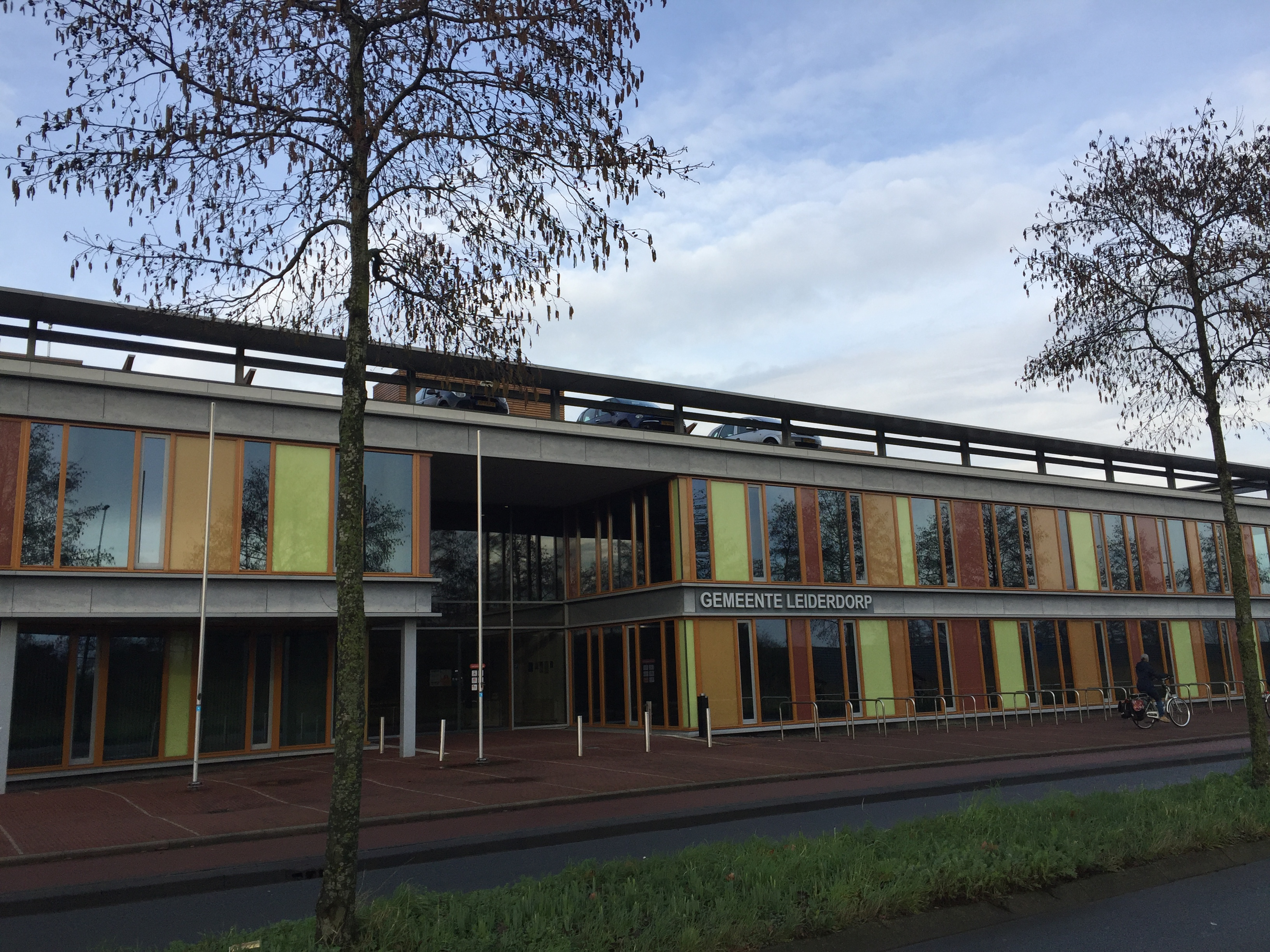
Gemeentehuis Leiderdorp

De gemeenteraad van Leiderdorp bestaat uit 21 zetels. Hieronder staat de samenstelling van de gemeenteraad sinds 1998:
| Partij                                  | 1998 | 2002 | 2006 | 2010 | 2014 | 2018 | 2022 |
| --------------------------------------- | ---- | ---- | ---- | ---- | ---- | ---- | ---- |
| Lokale Partij Leiderdorp (t/m 2014 BBL) | 1    | 3    | 3    | 3    | 2    | 4    | 6    |
| VVD                                     | 5    | 5    | 6    | 7    | 5    | 4    | 4    |
| D66                                     | 2    | 1    | -    | 3    | 5    | 3    | 3    |
| PvdA                                    | 3    | 4    | 4    | 2    | 2    | 3    | 5*   |
| GroenLinks                              | 3    | 3    | 3    | 3    | 3    | 3    | 5*   |
| CDA                                     | 4    | 5    | 4    | 3    | 4    | 3    | 2    |
| ChristenUnie-SGP                        | -    | -    | -    | -    | -    | 1    | 1    |
| SP*                                     | -    | -    | 1    | -    | -    | -    |      |
| AOV-Unie55+                             | 1    | -    | -    | -    | -    | -    |      |
| Totaal                                  | 19   | 21   | 21   | 21   | 21   | 21   | 21   |

* De SP haalde in 2006 weliswaar een zetel maar het gekozen raadslid bleek een spookraadslid: na zijn beëdiging heeft hij zich niet meer laten zien.
* GroenLinks en PvdA hebben in 2022 een samengevoegde lijst

### College van B&W
De coalitie voor de periode 2022-2026 uit LPL, PvdA-GroenLinks en het CDA. Zie hieronder het college van burgemeester en wethouders voor de periode 2022-2026.
| Naam                                                            | Functie      | Partij          | Portefeuille |
| --------------------------------------------------------------- | ------------ | --------------- | --- |
| Laila Driessen (tot 7-11-2023) Tjarda Struik (vanaf 14-11-2023) | Burgemeester | VVD             | - Algemeen bestuurlijke zaken - Openbare orde en veiligheid - Integrale handhaving - Toerisme en recreatie |
| Herman Romeijn                                                  | Wethouder    | LPL             | - 1e locoburgemeester - Coördinatie regionale samenwerking - Economische zaken - Werk en inkomen - Onderwijs en onderwijshuisvesting - Integratie en inburgering - Sport - Kunst en cultuur - Coördinatie subsidiebeleid |
| Gebke van Gaal                                                  | Wethouder    | PvdA-GroenLinks | - 2e locoburgemeester - Ruimtelijke ontwikkeling, wonen en monumentenzorg - Project Baanderij en project A4-zone (incl. Ikea-terrein) - Verkeer, vervoer en bereikbaarheid - Duurzaamheid, warmte- en energietransitie - Integraal beheer openbare ruimte (incl. begraafplaats) - Milieu en afval - Maatschappelijk vastgoed (behalve onderwijshuisvesting) - Integraal verkeer en vervoersplan - Sterrentuinontwikkeling - Coördinatie wijk- en buurtgericht werken; participatie - Coördinatie omgevingswet |
| Daan Binnendijk                                                 | Wethouder    | CDA             | - 3e locoburgemeester - Communicatie en media - Financiën en grondzaken - Bedrijfsvoering - Dienstverlening waaronder versterking klantcontact - Jeugd, zorg en welzijn - Vergrijzing en ouderenzaken - Gezondheidszorg - Zorg en veiligheid - Polders en Groene Hart - Maatschappelijke opvang - Aanbestedings- en inkoopbeleid |

## Geboren in Leiderdorp
- Arie Meerburg (1946-2021), politicus
- Leen Verbeek (1954), commissaris van de Koning van de provincie Flevoland
- Ruud Borst (1972), marathonschaatser
- Liesbeth Staats (1973), journaliste en presentatrice
- Sjimmy Bruijninckx (1974), presentatrice
- Rogier Smit (1974), presentator
- Jens Timmermans (1975), dj
- Thomas Erdbrink (1976), journalist
- Carice van Houten (1976), actrice
- Manuel Venderbos (1976), televisiepresentator
- Maarten Bak (1978), voetballer
- Diederik Boomsma (1978), politicus (CDA; NSC)
- Martin Verkerk (1978), tennisser
- Dennis Leeflang (1979), drummer
- Taeke Taekema (1980), hockeyer
- Lisette van der Geest (1983), schaatsster
- Anouk Zoutendijk (1985), shorttrackster
- Ted-Jan Bloemen (1986), Nederlands-Canadees schaatser
- Regina Bruins (1986), wielrenster
- Stephanie Louwrier (1986), actrice en zangeres
- Thomas Azier (1987), zanger
- Ilana Rooderkerk (1987), actrice
- Wesley Klein (1988), zanger
- Jens Toornstra (1989), voetballer
- Nicole Beukers (1990), roeister
- Tess van der Zwet (1990), chansonnière
- Michalis Vakalopoulos (1990), Grieks-Nederlands voetballer
- Ilse Paulis (1993), roeister
- Daphne Groeneveld (1994), model
- Chris Stussy (1994), dj en muziekproducent
- Kai Verbij (1994), schaatser
- Bente Paulis (1997), roeister
- Noussair Mazraoui (1997), Nederlands-Marokkaans voetballer
- Jorrit Croon (1998), hockeyer
- Jeroen Kampschreur (1999), paralympisch skiër
- Matthijs de Ligt (1999), voetballer
- Saïd Hamulić (2000), voetballer
- Liz Rijsbergen (2002), voetbalster
- Chahine van Bohemen (2004), voetballer
- Tommy van Lent (2004), acteur

## Sport en recreatie
De Leiderdorpse voetbalvereniging heet Racing Club Leiderdorp (RCL). Verder is er nog een hockeyvereniging LSC Alecto, een tennisvereniging LTC De Munnik, een kanovereniging KanoRijnland, een zwem- en waterpolovereniging SG Aquadraat, schietvereniging De Vrijheid, badmintonvereniging De Spotvogels, korfbalclub Velocitas, ruitervereniging Manege Liethorp, volleybalvereniging Leython DC, basketbalvereniging Leiderdorp (BVL), studentenroeivereniging Asopos de Vliet, studentenkanovereniging Levitas en studentenzeilvereniging De Blauwe Schuit. Naast deze sportverenigingen is er in Leiderdorp ook een scoutingvereniging actief, Van der Does Liethorp Groep, afgekort ook wel VaDeDo genoemd. Sinds enkele jaren hebben zij een nieuw onderkomen in de vroegere Munnikenpolder. De Leiderdorpse Bridge Club (LBC) is een van de grootste bridgeclubs in Nederland.
Door Leiderdorp loopt de Europese wandelroute E11, ter plaatse ook wel Marskramerpad geheten. De route komt vanaf Leiden en loopt via de Oude Rijn richting Hoogmade.

## Aangrenzende gemeenten
| Aangrenzende gemeenten | Aangrenzende gemeenten | Aangrenzende gemeenten | Aangrenzende gemeenten | Aangrenzende gemeenten |
| ---------------------- | ---------------------- | ---------------------- | ---------------------- | ---------------------- |
|                        |                        | Teylingen              |                        | Kaag en Braassem       |
|                        |                        |                        |                        |                        |
| Leiden                 |                        |                        |                        |                        |
|                        |                        |                        |                        |                        |
| Zoeterwoude            |                        |                        |                        | Alphen aan den Rijn    |